# Gianni Marilotti
Gianni Marilotti, all'anagrafe Giovanni Marilotti (Cagliari, 17 luglio 1953), è uno scrittore e politico italiano, senatore della XVIII legislatura, presidente della commissione per la Biblioteca e Archivio Storico del Senato.

## Biografia
Vive a Cagliari, sua città natale, dove ha insegnato Storia e Filosofia nei licei.
Nel 2003 ha partecipato alla XVI edizione del Premio Italo Calvino vincendo la competizione con il romanzo La quattordicesima commensale pubblicato l'anno successivo e premiato anche con il Premio del Giovedì Marisa Rusconi.
Presidente e fondatore dell'associazione culturale Mediterranea, è anche autore di saggi di natura storico-politica.
Candidato col Movimento 5 Stelle in Sardegna alle elezioni politiche del 4 marzo 2018, è stato eletto al Senato della Repubblica.
Nel dicembre 2019 è tra i 71 firmatari per il referendum sul taglio dei parlamentari dopo aver votato pochi mesi prima "sì" alla riforma costituzionale.
L'11 novembre 2020 ha lasciato il M5S per passare al Gruppo Per le Autonomie.
Il 27 gennaio 2021, grazie alla sua partecipazione, si riesce a concludere in Senato la formazione di Europeisti-Maie-Centro Democratico, gruppo di 10 parlamentari del Misto di diversa provenienza (MAIE, CD, Autonomie, ex M5S, ex PD, ex FI).
Il 14 aprile 2021, dopo essere tornato brevemente nel misto dopo lo scioglimento del gruppo di Europeisti-Maie-Centro Democratico, si iscrive al gruppo del Partito Democratico.

### La lotta per il diritto alla conoscenza
Da presidente dell'organo che sovrintende all'Archivio storico del Senato della Repubblica, ha presentato, fin dal 19 giugno 2019, un programma stralcio per la declassifica del segreto funzionale degli atti delle cessate Commissioni parlamentari: il 2 luglio 2020 "il provvedimento è stato accolto dal Consiglio di Presidenza e annunciato dalla Presidente Casellati", dando luogo alla progressiva immissione in rete di una serie di documenti, tra cui quelli delle Commissioni parlamentari d'inchiesta sul disastro del Vajont, sulla Federconsorzi e sul caporalato. 
(G. Marilotti, Caduto il segreto funzionale sugli atti delle Commissioni di inchiesta parlamentari, L'Indice dei libri del mese, 6 novembre 2020)
Da componente dell'Assemblea parlamentare del Consiglio d'Europa ha promosso un'iniziativa a favore di Julian Assange: ha poi continuato a seguire la vicenda del suo processo con la richiesta di rispetto dello Stato di diritto e, alla sua conclusione, è stato primo firmatario di un appello al Governo inglese per impedire l'estradizione di Assange negli Stati Uniti d'America.

## Opere

### Romanzi
- La quattordicesima commensale, Nuoro, Il maestrale, 2004 ISBN 88-86109-76-8
- L'errore, Nuoro, Il Maestrale, 2013 ISBN 978-88-6429-131-4
- Il conte di Saracino, Cagliari, Arkadia, 2014 ISBN 978-88-6851-040-4
- Delitto alla Cattolica, Genova, Fratelli Frilli, 2017 ISBN 978-88-6943-176-0

### Saggi
- Il turismo nel Mediterraneo con Agostino Spataro, Roma, Edizioni associate, 1998 ISBN 88-267-0279-9

### Curatele
- Eclissi di mezzaluna: il dramma algerino di AA. VV., Cagliari, CUEC, 1997 ISBN 88-87088-11-X
- L' Italia e il Nord Africa: l'emigrazione sarda in Tunisia (1848-1914), Roma, Carocci, 2006 ISBN 88-430-3674-2

### Collane
- Cives, collana di studi sociopolitici, Santelli editore

### Prefazioni
- Il grembiule di nylon, di Nunzio Rimaudo, Cinisello Balsamo (MI), Santelli editore, ISBN 9788892928725